# Sélection de la ville hôte pour les Jeux olympiques d'hiver de 2006
Le processus de sélection pour les Jeux olympiques d'hiver de 2006 comprend deux villes et voit celle de Turin en Italie sélectionnée aux dépens de Sion en Suisse. La sélection est réalisée lors de la 109e session du CIO à Séoul en Corée du Sud, le 19 juin 1999.
Après le scandale de l'attribution des Jeux olympiques d'hiver de 2002 à Salt Lake City, un nouveau processus de sélection est instauré en 1999 pour déterminer la ville qui accueillera les Jeux d'hiver de 2006. Un « collège de sélection » est chargé de sélectionner les deux villes finalistes qui seront soumises au vote des membres du Comité international olympique après la présentation finale des six villes candidates lors de la 109e session du CIO à Séoul. Les quatre autres villes non-retenues sont Helsinki, Klagenfurt, Poprad-Tatry et Zakopane.

## Résultats du scrutin
| Ville | Pays   | 1er tour |
| ----- | ------ | -------- |
| Turin | Italie | 53       |
| Sion  | Suisse | 36       |

## Candidature de Sion

Logo de la candidature de Sion.

Adolf Ogi est président de cette candidature (du 29 août 1998 au 19 juin 1999).
La candidature valaisanne était favorite dans la course pour l'obtention des Jeux d'hiver, car la commission d'évaluation du Comité international olympique l'avait mise, après analyse de tous les dossiers de candidatures, en tête de liste. De plus, le magazine Sport Intern classait Sion comme meilleure candidature devant Helsinki, Turin, Klagenfurt, Poprad-Tatry et Zakopane.